# Ecuador en la Copa Mundial de Fútbol Sub-17 de 2023
La selección de Ecuador es uno de los veinticuatro equipos participantes en la Copa Mundial de Fútbol Sub-17 de 2023, torneo que se disputará entre el 10 de noviembre hasta el 2 de diciembre del 2023 en Indonesia.
Fue la sexta participación de Ecuador en un mundial de esta categoría, formó parte del Grupo A, junto a Indonesia, Marruecos y Panamá.
En esta participación de Ecuador se destacó la ausencia de Kendry Páez uno de los mejores jugadores en su categoría del pais, debido a que fue convocado a jugar con la Selección mayor de Ecuador.

## Clasificación

### Primera fase - Grupo A
| Equipo   | Pts | PJ | PG | PE | PP | GF | GC | Dif. |
| -------- | --- | -- | -- | -- | -- | -- | -- | ---- |
| Brasil   | 10  | 4  | 3  | 1  | 0  | 11 | 3  | 8    |
| Chile    | 7   | 4  | 2  | 1  | 1  | 5  | 4  | 1    |
| Ecuador  | 5   | 4  | 1  | 2  | 1  | 7  | 5  | 2    |
| Uruguay  | 4   | 4  | 1  | 1  | 2  | 2  | 5  | –3   |
| Colombia | 1   | 4  | 0  | 1  | 3  | 1  | 9  | –8   |

### Fase Final
| Equipo    | Pts | PJ | PG | PE | PP | GF | GC | Dif |
| --------- | --- | -- | -- | -- | -- | -- | -- | --- |
| Brasil    | 13  | 5  | 4  | 1  | 0  | 13 | 7  | 6   |
| Ecuador   | 11  | 5  | 3  | 2  | 0  | 10 | 4  | 6   |
| Argentina | 7   | 5  | 2  | 1  | 2  | 6  | 5  | 1   |
| Venezuela | 7   | 5  | 2  | 1  | 2  | 7  | 5  | 2   |
| Paraguay  | 4   | 5  | 1  | 1  | 3  | 4  | 8  | –4  |
| Chile     | 0   | 5  | 0  | 0  | 5  | 0  | 11 | –11 |

     – Clasificados para la Copa Mundial de Fútbol Sub-17 de 2023.

### Partidos - Primera fase
| Fecha       | Lugar     | Instancia    | Local    |                     | Resultado |                    | Visitante |
| ----------- | --------- | ------------ | -------- | ------------------- | --------- | ------------------ | --------- |
| 30 de marzo | Guayaquil | Primera fase | Ecuador  | Bandera de Ecuador  | 2:2 (0:2) | Bandera de Brasil  | Brasil    |
| 1 de abril  | Guayaquil | Primera fase | Colombia | Bandera de Colombia | 0:4 (0:1) | Bandera de Ecuador | Ecuador   |
| 5 de abril  | Guayaquil | Primera fase | Uruguay  | Bandera de Uruguay  | 2:0 (0:0) | Bandera de Ecuador | Ecuador   |
| 7 de abril  | Guayaquil | Primera fase | Ecuador  | Bandera de Ecuador  | 1:1 (0:1) | Bandera de Chile   | Chile     |

### Partidos - Fase Final
| Fecha       | Lugar | Instancia  | Local     |                      | Resultado |                     | Visitante |
| ----------- | ----- | ---------- | --------- | -------------------- | --------- | ------------------- | --------- |
| 11 de abril | Quito | Fase final | Ecuador   | Bandera de Ecuador   | 3:1 (1:1) | Bandera de Paraguay | Paraguay  |
| 14 de abril | Quito | Fase final | Chile     | Bandera de Chile     | 0:3 (0:1) | Bandera de Ecuador  | Ecuador   |
| 17 de abril | Quito | Fase final | Ecuador   | Bandera de Ecuador   | 2:2 (2:1) | Bandera de Brasil   | Brasil    |
| 20 de abril | Quito | Fase final | Argentina | Bandera de Argentina | 0:1 (0:1) | Bandera de Ecuador  | Ecuador   |
| 23 de abril | Quito | Fase final | Venezuela | Bandera de Venezuela | 1:1 (0:0) | Bandera de Ecuador  | Ecuador   |

## Plantel

### Lista de convocados
Entrenador:  Diego Martínez presentó su convocatoria el 19 de octubre de 2023. 
| N.º | Nombre                   | Posición      | Edad    | Club                           |
| --- | ------------------------ | ------------- | ------- | ------------------------------ |
| 1   | Cristhian Loor           | Portero       | 17 años | Independiente del Valle        |
| 12  | Ariel Bao                | Portero       | 17 años | Liga Deportiva Universitaria   |
| 20  | Josué Méndez             | Portero       | 17 años | C. Deportivo Cuenca            |
| 2   | Jair Collahuazo          | Defensa       | 17 años | C. S. Emelec                   |
| 3   | Ivis Davis               | Defensa       | 16 años | Liga Deportiva Universitaria   |
| 4   | Jesús Polo               | Defensa       | 16 años | Liga Deportiva Universitaria   |
| 6   | Elkin Ruiz               | Defensa       | 17 años | Independiente del Valle        |
| 17  | Yorkaeff Caicedo         | Defensa       | 17 años | Cuniburo F. C.                 |
| 18  | Snaider Demera           | Defensa       | 17 años | Barcelona S. C.                |
| 5   | Jairo Reyes              | Mediocampista | 17 años | Independiente del Valle        |
| 7   | Keny Arroyo              | Mediocampista | 17 años | Independiente del Valle        |
| 8   | Geremy de Jesús          | Mediocampista | 17 años | Independiente del Valle        |
| 9   | Erick Zambrano           | Mediocampista | 15 años | Orense S. C.                   |
| 13  | Rooney Troya             | Mediocampista | 17 años | C. D. Universidad Católica (Q) |
| 15  | Juan Sebastián Rodríguez | Mediocampista | 17 años | Liga Deportiva Universitaria   |
| 19  | Aníbal Gómez             | Mediocampista | 17 años | Independiente del Valle        |
| 10  | Michael Bermúdez         | Delantero     | 17 años | Liga Deportiva Universitaria   |
| 11  | Allen Obando             | Delantero     | 17 años | Barcelona S. C.                |
| 14  | Isaac Sánchez            | Delantero     | 17 años | C. D. Universidad Católica (Q) |
| 16  | Yandri Vásquez           | Delantero     | 17 años | Independiente del Valle        |
| 21  | Santiago Sánchez         | Delantero     | 17 años | Independiente del Valle        |

## Participación

### Partidos
| Fecha           | Lugar     | Instancia        | Local     |                      | Resultado |                    | Visitante |
| --------------- | --------- | ---------------- | --------- | -------------------- | --------- | ------------------ | --------- |
| 10 de noviembre | Surabaya  | Fase de grupos   | Indonesia | Bandera de Indonesia | 1:1 (1:1) | Bandera de Ecuador | Ecuador   |
| 13 de noviembre | Surabaya  | Fase de grupos   | Marruecos | Bandera de Marruecos | 0:2 (0:0) | Bandera de Ecuador | Ecuador   |
| 16 de noviembre | Surakarta | Fase de grupos   | Ecuador   | Bandera de Ecuador   | 1:1 (1:0) | Bandera de Panamá  | Panamá    |
| 20 de noviembre | Surakarta | Octavos de final | Ecuador   | Bandera de Ecuador   | 1:3 (1:1) | Bandera de Brasil  | Brasil    |

### Fase de grupos - Grupo A
| Equipo    | Pts | PJ | PG | PE | PP | GF | GC | Dif |
| --------- | --- | -- | -- | -- | -- | -- | -- | --- |
| Marruecos | 6   | 3  | 2  | 0  | 1  | 5  | 3  | 2   |
| Ecuador   | 5   | 3  | 1  | 2  | 0  | 4  | 2  | 2   |
| Indonesia | 2   | 3  | 0  | 2  | 1  | 3  | 5  | -2  |
| Panamá    | 2   | 3  | 0  | 2  | 1  | 2  | 4  | -2  |

|  | Clasificados a los octavos de final. |

#### Indonesia vs. Ecuador
| 10 de noviembre | Indonesia   | 1:1 (1:1) | Ecuador    | Estadio Gelora Bung Tomo, Surabaya                                          |                                                                             |
| 19:00 (UTC+7)   | A. Kaka 22' | Reporte   | Obando 28' | Asistencia: 30 583 espectadores Árbitro(s): Espen Eskås VAR: Tatiana Guzmán | Asistencia: 30 583 espectadores Árbitro(s): Espen Eskås VAR: Tatiana Guzmán |

| 1          | Guardameta     | Ikram Algiffari |     |
| 12         | Defensa        | Welber Jardim   |     |
| 21         | Defensa        | Iqbal Gwijangge |     |
| 14         | Defensa        | Sulthan Zaky    |     |
| 4          | Defensa        | Andre Pangestu  | 44' |
| 7          | Centrocampista | Figo Dennis     | 65' |
| 9          | Centrocampista | Kafiatur Rizky  | 73' |
| 10         | Centrocampista | Ji Da-bin       | 73' |
| 18         | Delantero      | Jehan Pahlevi   | 65' |
| 8          | Delantero      | Arkhan Kaka     |     |
| 11         | Delantero      | Riski Afrisal   |     |
| Entrenador | Entrenador     | Bima Sakti      |     |

| 1          | Guardameta     | Cristhian Loor           |       |
| 4          | Defensa        | Jesús Polo               |       |
| 3          | Defensa        | Ivis Davis               |       |
| 2          | Defensa        | Jair Collahuazo          |       |
| 6          | Defensa        | Elkin Ruiz               | 90+1' |
| 15         | Centrocampista | Juan Sebastián Rodríguez |       |
| 5          | Centrocampista | Jairo Reyes              | 76'   |
| 10         | Centrocampista | Michael Bermúdez         | 76'   |
| 21         | Centrocampista | Santiago Sánchez         | 90+1' |
| 7          | Centrocampista | Keny Arroyo              | 90+1' |
| 11         | Delantero      | Allen Obando             |       |
| Entrenador | Entrenador     | Diego Martínez           |       |

| 2  | Defensa        | Rizdjar Nurviat | 44' |
| 17 | Delantero      | Nabil Asyura    | 65' |
| 6  | Centrocampista | Hanif Ramadhan  | 65' |
| 5  | Centrocampista | Achmad Zidan    | 73' |
| 3  | Defensa        | Tonci Ramandei  | 73' |

| 9  | Centrocampista | Erick Zambrano   | 76'   |
| 16 | Delantero      | Yandri Vásquez   | 76'   |
| 14 | Delantero      | Isaac Sánchez    | 90+1' |
| 17 | Defensa        | Yorkaeff Caicedo | 90+1' |
| 8  | Centrocampista | Geremy de Jesús  | 90+1' |

| Anotado | 22' | Arkhan Kaka | 1–0 |

| Anotado | 28' | Allen Obando | 1–1 |

| Amonestado | 85' | Keny Arroyo |

| Árbitro             | Espen Eskås         |
| Árbitros asistentes | Jan Erik Engan      |
| Árbitros asistentes | Isaak Bashevkin     |
| Cuarto árbitro      | Omar Mohamed Al-Ali |
| VAR                 | Tatiana Guzmán      |
| Adicional VAR       | Fedayi San          |

| 1          | Guardameta     | Ikram Algiffari |     |
| 12         | Defensa        | Welber Jardim   |     |
| 21         | Defensa        | Iqbal Gwijangge |     |
| 14         | Defensa        | Sulthan Zaky    |     |
| 4          | Defensa        | Andre Pangestu  | 44' |
| 7          | Centrocampista | Figo Dennis     | 65' |
| 9          | Centrocampista | Kafiatur Rizky  | 73' |
| 10         | Centrocampista | Ji Da-bin       | 73' |
| 18         | Delantero      | Jehan Pahlevi   | 65' |
| 8          | Delantero      | Arkhan Kaka     |     |
| 11         | Delantero      | Riski Afrisal   |     |
| Entrenador | Entrenador     | Bima Sakti      |     |

| 1          | Guardameta     | Cristhian Loor           |       |
| 4          | Defensa        | Jesús Polo               |       |
| 3          | Defensa        | Ivis Davis               |       |
| 2          | Defensa        | Jair Collahuazo          |       |
| 6          | Defensa        | Elkin Ruiz               | 90+1' |
| 15         | Centrocampista | Juan Sebastián Rodríguez |       |
| 5          | Centrocampista | Jairo Reyes              | 76'   |
| 10         | Centrocampista | Michael Bermúdez         | 76'   |
| 21         | Centrocampista | Santiago Sánchez         | 90+1' |
| 7          | Centrocampista | Keny Arroyo              | 90+1' |
| 11         | Delantero      | Allen Obando             |       |
| Entrenador | Entrenador     | Diego Martínez           |       |

| 2  | Defensa        | Rizdjar Nurviat | 44' |
| 17 | Delantero      | Nabil Asyura    | 65' |
| 6  | Centrocampista | Hanif Ramadhan  | 65' |
| 5  | Centrocampista | Achmad Zidan    | 73' |
| 3  | Defensa        | Tonci Ramandei  | 73' |

| 9  | Centrocampista | Erick Zambrano   | 76'   |
| 16 | Delantero      | Yandri Vásquez   | 76'   |
| 14 | Delantero      | Isaac Sánchez    | 90+1' |
| 17 | Defensa        | Yorkaeff Caicedo | 90+1' |
| 8  | Centrocampista | Geremy de Jesús  | 90+1' |

| Anotado | 22' | Arkhan Kaka | 1–0 |

| Anotado | 28' | Allen Obando | 1–1 |

| Amonestado | 85' | Keny Arroyo |

| Árbitro             | Espen Eskås         |
| Árbitros asistentes | Jan Erik Engan      |
| Árbitros asistentes | Isaak Bashevkin     |
| Cuarto árbitro      | Omar Mohamed Al-Ali |
| VAR                 | Tatiana Guzmán      |
| Adicional VAR       | Fedayi San          |

| Estadísticas      | Bandera de Indonesia | Bandera de Ecuador |
| Tiros             | 7                    | 20                 |
| Tiros a puerta    | 2                    | 7                  |
| Faltas            | 3                    | 10                 |
| Saques de esquina | 0                    | 9                  |
| Penaltis          | 0                    | 0                  |
| Fueras de juego   | 0                    | 2                  |
| Posesión de balón | 42%                  | 58%                |

#### Marruecos vs. Ecuador
| 13 de noviembre | Marruecos | 0:2 (0:0) | Ecuador                    | Estadio Gelora Bung Tomo, Surabaya                                           |                                                                              |
| 16:00           |           | Reporte   | Bermúdez 62' (pen.), 90+3' | Asistencia: 5 498 espectadores Árbitro(s): Keylor Herrera VAR: Joe Dickerson | Asistencia: 5 498 espectadores Árbitro(s): Keylor Herrera VAR: Joe Dickerson |

| 1          | Guardameta     | Taha Benrhozil         |     |
| 15         | Defensa        | Naoufel El Hannach     |     |
| 5          | Defensa        | Abdelhamid Aït Boudlal |     |
| 19         | Defensa        | Ismail Bakhti          |     |
| 3          | Defensa        | Fouad Zahouani         | 56' |
| 20         | Centrocampista | Mohamed Amine Katiba   |     |
| 6          | Centrocampista | El Mehdi Akoumi        | 78' |
| 4          | Centrocampista | Ayoub Chaikhoun        | 56' |
| 16         | Delantero      | Ayman Ennair           | 70' |
| 11         | Delantero      | Zakaria Ouazane        | 70' |
| 18         | Delantero      | Mohamed Hamony         |     |
| Entrenador | Entrenador     | Saïd Chiba             |     |

| 1          | Guardameta     | Cristhian Loor           |       |
| 4          | Defensa        | Jesús Polo               |       |
| 3          | Defensa        | Ivis Davis               |       |
| 2          | Defensa        | Jair Collahuazo          |       |
| 6          | Defensa        | Elkin Ruiz               |       |
| 21         | Centrocampista | Santiago Sánchez         | 79'   |
| 15         | Centrocampista | Juan Sebastián Rodríguez |       |
| 5          | Centrocampista | Jairo Reyes              | 79'   |
| 16         | Centrocampista | Yandri Vásquez           | 90+7' |
| 10         | Delantero      | Michael Bermúdez         | 90+7' |
| 11         | Delantero      | Allen Obando             | 90+1' |
| Entrenador | Entrenador     | Diego Martínez           |       |

| 8  | Centrocampista | Adam Boufandar    | 56' |
| 14 | Defensa        | Yasser El Aissati | 56' |
| 7  | Delantero      | Anas Alaoui       | 70' |
| 17 | Centrocampista | Abdel Hamid Maâli | 70' |
| 10 | Centrocampista | Imran Nazih       | 78' |

| 13 | Centrocampista | Rooney Troya     | 79'   |
| 14 | Delantero      | Isaac Sánchez    | 79'   |
| 8  | Centrocampista | Geremy de Jesús  | 90+1' |
| 17 | Defensa        | Yorkaeff Caicedo | 90+7' |
| 7  | Centrocampista | Keny Arroyo      | 90+7' |

| Anotado · Penal | 62'   | Michael Bermúdez | 0–1 |
| Anotado         | 90+3' | Michael Bermúdez | 0–2 |

| Amonestado | 90+6' | Isaac Sánchez |

| Árbitro             | Keylor Herrera         |
| Árbitros asistentes | William Chow           |
| Árbitros asistentes | Víctor Ramírez Fonseca |
| Cuarto árbitro      | Ko Hyung-jin           |
| VAR                 | Joe Dickerson          |
| Adicionales VAR     | Abdullah Jamali        |

| 1          | Guardameta     | Taha Benrhozil         |     |
| 15         | Defensa        | Naoufel El Hannach     |     |
| 5          | Defensa        | Abdelhamid Aït Boudlal |     |
| 19         | Defensa        | Ismail Bakhti          |     |
| 3          | Defensa        | Fouad Zahouani         | 56' |
| 20         | Centrocampista | Mohamed Amine Katiba   |     |
| 6          | Centrocampista | El Mehdi Akoumi        | 78' |
| 4          | Centrocampista | Ayoub Chaikhoun        | 56' |
| 16         | Delantero      | Ayman Ennair           | 70' |
| 11         | Delantero      | Zakaria Ouazane        | 70' |
| 18         | Delantero      | Mohamed Hamony         |     |
| Entrenador | Entrenador     | Saïd Chiba             |     |

| 1          | Guardameta     | Cristhian Loor           |       |
| 4          | Defensa        | Jesús Polo               |       |
| 3          | Defensa        | Ivis Davis               |       |
| 2          | Defensa        | Jair Collahuazo          |       |
| 6          | Defensa        | Elkin Ruiz               |       |
| 21         | Centrocampista | Santiago Sánchez         | 79'   |
| 15         | Centrocampista | Juan Sebastián Rodríguez |       |
| 5          | Centrocampista | Jairo Reyes              | 79'   |
| 16         | Centrocampista | Yandri Vásquez           | 90+7' |
| 10         | Delantero      | Michael Bermúdez         | 90+7' |
| 11         | Delantero      | Allen Obando             | 90+1' |
| Entrenador | Entrenador     | Diego Martínez           |       |

| 8  | Centrocampista | Adam Boufandar    | 56' |
| 14 | Defensa        | Yasser El Aissati | 56' |
| 7  | Delantero      | Anas Alaoui       | 70' |
| 17 | Centrocampista | Abdel Hamid Maâli | 70' |
| 10 | Centrocampista | Imran Nazih       | 78' |

| 13 | Centrocampista | Rooney Troya     | 79'   |
| 14 | Delantero      | Isaac Sánchez    | 79'   |
| 8  | Centrocampista | Geremy de Jesús  | 90+1' |
| 17 | Defensa        | Yorkaeff Caicedo | 90+7' |
| 7  | Centrocampista | Keny Arroyo      | 90+7' |

| Anotado · Penal | 62'   | Michael Bermúdez | 0–1 |
| Anotado         | 90+3' | Michael Bermúdez | 0–2 |

| Amonestado | 90+6' | Isaac Sánchez |

| Árbitro             | Keylor Herrera         |
| Árbitros asistentes | William Chow           |
| Árbitros asistentes | Víctor Ramírez Fonseca |
| Cuarto árbitro      | Ko Hyung-jin           |
| VAR                 | Joe Dickerson          |
| Adicionales VAR     | Abdullah Jamali        |

| Estadísticas       | Bandera de Marruecos | Bandera de Ecuador |
| Tiros              | 8                    | 10                 |
| Tiros a puerta     | 4                    | 2                  |
| Faltas             | 12                   | 12                 |
| Saques de esquina  | 2                    | 2                  |
| Penaltis           | 0                    | 1                  |
| Fueras de juego    | 5                    | 1                  |
| Posesión del balón | 42 %                 | 58 %               |

#### Ecuador vs. Panamá
| 16 de noviembre | Ecuador  | 1:1 (1:0) | Panamá       | Estadio Manahan, Surakarta                                                     |                                                                                |
| 19:00           | Ruiz 24' | Reporte   | Castillo 79' | Asistencia: 7 956 espectadores Árbitro(s): Fu Ming VAR: Khalid Saleh Al-Turais | Asistencia: 7 956 espectadores Árbitro(s): Fu Ming VAR: Khalid Saleh Al-Turais |

| 1          | Guardameta     | Cristhian Loor           |     |
| 4          | Defensa        | Jesús Polo               |     |
| 3          | Defensa        | Ivis Davis               |     |
| 2          | Defensa        | Jair Collahuazo          |     |
| 6          | Defensa        | Elkin Ruiz               |     |
| 21         | Centrocampista | Santiago Sánchez         | 65' |
| 15         | Centrocampista | Juan Sebastián Rodríguez |     |
| 5          | Centrocampista | Jairo Reyes              | 46' |
| 10         | Centrocampista | Michael Bermúdez         |     |
| 16         | Delantero      | Yandri Vásquez           | 78' |
| 11         | Delantero      | Allen Obando             | 46' |
| Entrenador | Entrenador     | Diego Martínez           |     |

| 1          | Guardameta     | Manuel Romero    |     |
| 14         | Defensa        | Juan Jiménez     | 82' |
| 3          | Defensa        | Martín Krug      |     |
| 13         | Defensa        | Érick Díaz       |     |
| 5          | Defensa        | Juan Hall        | 65' |
| 20         | Centrocampista | Ernesto Gómez    | 74' |
| 10         | Centrocampista | Éric Moreno      | 46' |
| 6          | Centrocampista | Anel Ryce        |     |
| 11         | Centrocampista | Oldemar Castillo |     |
| 7          | Delantero      | Kevin Walder     | 46' |
| 18         | Delantero      | Héctor Ríos      |     |
| Entrenador | Entrenador     | Mike Stump       |     |

| 8  | Centrocampista | Geremy de Jesús | 46' |
| 13 | Centrocampista | Rooney Troya    | 46' |
| 14 | Delantero      | Isaac Sánchez   | 65' |
| 9  | Centrocampista | Erick Zambrano  | 78' |

| 17 | Delantero      | Luís Gaitán       | 46' |
| 8  | Centrocampista | Aldair Marta      | 46' |
| 4  | Defensa        | Giancarlos García | 65' |
| 15 | Centrocampista | Joshua Pierre     | 74' |
| 9  | Delantero      | Frederick Krug    | 82' |

| Anotado | 24' | Elkin Ruiz | 1–0 |

| Anotado | 79' | Oldemar Castillo | 1–1 |

| Amonestado | 89' | Ivis Davis |

| Árbitro             | Fu Ming                |
| Árbitros asistentes | Cao Yi                 |
| Árbitros asistentes | Ma Ji                  |
| Cuarto árbitro      | Pierre Ghislain Atcho  |
| VAR                 | Khalid Saleh Al-Turais |
| Adicionales VAR     | Derlis López           |

| 1          | Guardameta     | Cristhian Loor           |     |
| 4          | Defensa        | Jesús Polo               |     |
| 3          | Defensa        | Ivis Davis               |     |
| 2          | Defensa        | Jair Collahuazo          |     |
| 6          | Defensa        | Elkin Ruiz               |     |
| 21         | Centrocampista | Santiago Sánchez         | 65' |
| 15         | Centrocampista | Juan Sebastián Rodríguez |     |
| 5          | Centrocampista | Jairo Reyes              | 46' |
| 10         | Centrocampista | Michael Bermúdez         |     |
| 16         | Delantero      | Yandri Vásquez           | 78' |
| 11         | Delantero      | Allen Obando             | 46' |
| Entrenador | Entrenador     | Diego Martínez           |     |

| 1          | Guardameta     | Manuel Romero    |     |
| 14         | Defensa        | Juan Jiménez     | 82' |
| 3          | Defensa        | Martín Krug      |     |
| 13         | Defensa        | Érick Díaz       |     |
| 5          | Defensa        | Juan Hall        | 65' |
| 20         | Centrocampista | Ernesto Gómez    | 74' |
| 10         | Centrocampista | Éric Moreno      | 46' |
| 6          | Centrocampista | Anel Ryce        |     |
| 11         | Centrocampista | Oldemar Castillo |     |
| 7          | Delantero      | Kevin Walder     | 46' |
| 18         | Delantero      | Héctor Ríos      |     |
| Entrenador | Entrenador     | Mike Stump       |     |

| 8  | Centrocampista | Geremy de Jesús | 46' |
| 13 | Centrocampista | Rooney Troya    | 46' |
| 14 | Delantero      | Isaac Sánchez   | 65' |
| 9  | Centrocampista | Erick Zambrano  | 78' |

| 17 | Delantero      | Luís Gaitán       | 46' |
| 8  | Centrocampista | Aldair Marta      | 46' |
| 4  | Defensa        | Giancarlos García | 65' |
| 15 | Centrocampista | Joshua Pierre     | 74' |
| 9  | Delantero      | Frederick Krug    | 82' |

| Anotado | 24' | Elkin Ruiz | 1–0 |

| Anotado | 79' | Oldemar Castillo | 1–1 |

| Amonestado | 89' | Ivis Davis |

| Árbitro             | Fu Ming                |
| Árbitros asistentes | Cao Yi                 |
| Árbitros asistentes | Ma Ji                  |
| Cuarto árbitro      | Pierre Ghislain Atcho  |
| VAR                 | Khalid Saleh Al-Turais |
| Adicionales VAR     | Derlis López           |

| Estadísticas       | Bandera de Ecuador | Bandera de Panamá |
| Tiros              | 11                 | 12                |
| Tiros a puerta     | 5                  | 3                 |
| Faltas             | 14                 | 9                 |
| Saques de esquina  | 2                  | 5                 |
| Penaltis           | 0                  | 0                 |
| Fueras de juego    | 5                  | 4                 |
| Posesión del balón | 42 %               | 58 %              |

### Octavos de final

#### Ecuador vs. Brasil
| 20 de noviembre | Ecuador        | 1:3 (1:1) | Brasil                        | Estadio Manahan, Surakarta                                                   |                                                                              |
| 15:30           | Bermúdez 45+4' | Reporte   | Estevão 14', 71' · Luighi 90' | Asistencia: 3 580 espectadores Árbitro(s): Atilla Karaoğlan VAR: David Coote | Asistencia: 3 580 espectadores Árbitro(s): Atilla Karaoğlan VAR: David Coote |

| 1          | Guardameta     | Cristhian Loor           |     |
| 4          | Defensa        | Jesús Polo               | 82' |
| 3          | Defensa        | Ivis Davis               |     |
| 2          | Defensa        | Jair Collahuazo          |     |
| 6          | Defensa        | Elkin Ruiz               |     |
| 15         | Centrocampista | Juan Sebastián Rodríguez |     |
| 13         | Centrocampista | Rooney Troya             | 88' |
| 7          | Centrocampista | Keny Arroyo              | 88' |
| 10         | Centrocampista | Michael Bermúdez         |     |
| 17         | Centrocampista | Yorkaeff Caicedo         | 72' |
| 14         | Delantero      | Isaac Sánchez            |     |
| Entrenador | Entrenador     | Diego Martínez           |     |

| 1          | Guardameta     | Phillipe Gabriel  |     |
| 2          | Defensa        | Pedro Lima        |     |
| 3          | Defensa        | Vitor Reis        |     |
| 4          | Defensa        | Da Mata           |     |
| 16         | Defensa        | Esquerdinha       |     |
| 18         | Centrocampista | Sidney            |     |
| 5          | Centrocampista | Guilherme Batista | 46' |
| 20         | Centrocampista | Estevão Willian   | 82' |
| 10         | Centrocampista | Dudu              |     |
| 7          | Centrocampista | Rayan             | 82' |
| 9          | Delantero      | Kauã Elias        | 65' |
| Entrenador | Entrenador     | Phelipe Leal      |     |

| 8  | Centrocampista | Geremy de Jesús  | 72' |
| 21 | Delantero      | Santiago Sánchez | 82' |
| 16 | Delantero      | Yandri Vásquez   | 88' |
| 11 | Delantero      | Allen Obando     | 88' |

| 15 | Centrocampista | Matheus Ferreira | 46' |
| 19 | Delantero      | Luighi           | 65' |
| 11 | Delantero      | Lorran Lucas     | 82' |
| 17 | Delantero      | Riquelme Fillipi | 82' |

| Anotado | 45+4' | Michael Bermúdez | 1–1 |

| Anotado | 14' | Estevão Willian | 0–1 |
| Anotado | 71' | Estevão Willian | 1–2 |
| Anotado | 90' | Luighi          | 1–3 |

| Amonestado | 90+10' | Elkin Ruiz |

| Amonestado | 61'   | Matheus Ferreira |
| Amonestado | 90+9' | Lorran Lucas     |

| Árbitro             | Atilla Karaoğlan   |
| Árbitros asistentes | Ceyhun Sesigüzel   |
| Árbitros asistentes | Cevdet Kömürcüoğlu |
| Cuarto árbitro      | Rade Obrenović     |
| Quinto árbitro      | Jure Praprotnik    |
| VAR                 | David Coote        |
| Adicionales VAR     | Ivaylo Stoyanov    |

| 1          | Guardameta     | Cristhian Loor           |     |
| 4          | Defensa        | Jesús Polo               | 82' |
| 3          | Defensa        | Ivis Davis               |     |
| 2          | Defensa        | Jair Collahuazo          |     |
| 6          | Defensa        | Elkin Ruiz               |     |
| 15         | Centrocampista | Juan Sebastián Rodríguez |     |
| 13         | Centrocampista | Rooney Troya             | 88' |
| 7          | Centrocampista | Keny Arroyo              | 88' |
| 10         | Centrocampista | Michael Bermúdez         |     |
| 17         | Centrocampista | Yorkaeff Caicedo         | 72' |
| 14         | Delantero      | Isaac Sánchez            |     |
| Entrenador | Entrenador     | Diego Martínez           |     |

| 1          | Guardameta     | Phillipe Gabriel  |     |
| 2          | Defensa        | Pedro Lima        |     |
| 3          | Defensa        | Vitor Reis        |     |
| 4          | Defensa        | Da Mata           |     |
| 16         | Defensa        | Esquerdinha       |     |
| 18         | Centrocampista | Sidney            |     |
| 5          | Centrocampista | Guilherme Batista | 46' |
| 20         | Centrocampista | Estevão Willian   | 82' |
| 10         | Centrocampista | Dudu              |     |
| 7          | Centrocampista | Rayan             | 82' |
| 9          | Delantero      | Kauã Elias        | 65' |
| Entrenador | Entrenador     | Phelipe Leal      |     |

| 8  | Centrocampista | Geremy de Jesús  | 72' |
| 21 | Delantero      | Santiago Sánchez | 82' |
| 16 | Delantero      | Yandri Vásquez   | 88' |
| 11 | Delantero      | Allen Obando     | 88' |

| 15 | Centrocampista | Matheus Ferreira | 46' |
| 19 | Delantero      | Luighi           | 65' |
| 11 | Delantero      | Lorran Lucas     | 82' |
| 17 | Delantero      | Riquelme Fillipi | 82' |

| Anotado | 45+4' | Michael Bermúdez | 1–1 |

| Anotado | 14' | Estevão Willian | 0–1 |
| Anotado | 71' | Estevão Willian | 1–2 |
| Anotado | 90' | Luighi          | 1–3 |

| Amonestado | 90+10' | Elkin Ruiz |

| Amonestado | 61'   | Matheus Ferreira |
| Amonestado | 90+9' | Lorran Lucas     |

| Árbitro             | Atilla Karaoğlan   |
| Árbitros asistentes | Ceyhun Sesigüzel   |
| Árbitros asistentes | Cevdet Kömürcüoğlu |
| Cuarto árbitro      | Rade Obrenović     |
| Quinto árbitro      | Jure Praprotnik    |
| VAR                 | David Coote        |
| Adicionales VAR     | Ivaylo Stoyanov    |

| Estadísticas       | Bandera de Ecuador | Bandera de Brasil |
| Tiros              | 15                 | 20                |
| Tiros a puerta     | 2                  | 11                |
| Faltas             | 9                  | 6                 |
| Saques de esquina  | 10                 | 7                 |
| Penaltis           | 0                  | 0                 |
| Fueras de juego    | 1                  | 1                 |
| Posesión del balón | 56 %               | 44 %              |

## Estadísticas

### Participación de jugadores
| N.° | Pos        | Jugador        | PJ | Minutos jugados | Goles recibidos | Atajos | Tarjetas amarillas | Doble tarjeta amarilla y roja | Tarjetas rojas |
| --- | ---------- | -------------- | -- | --------------- | --------------- | ------ | ------------------ | ----------------------------- | -------------- |
| 1   | Guardameta | Cristhian Loor | 4  | 360             | 5               | 16     | 0                  | 0                             | 0              |
| 12  | Guardameta | Ariel Bao      | 0  | 0               | 0               | 0      | 0                  | 0                             | 0              |
| 20  | Guardameta | Josué Méndez   | 0  | 0               | 0               | 0      | 0                  | 0                             | 0              |

| N.° | Pos            | Jugador                  | PJ | Minutos jugados | Goles | Asistencias | Tarjetas Amarillas | Doble tarjeta amarilla y roja | Tarjetas rojas |
| --- | -------------- | ------------------------ | -- | --------------- | ----- | ----------- | ------------------ | ----------------------------- | -------------- |
| 2   | Defensa        | Jair Collahuazo          | 4  | 360             | 0     | 0           | 0                  | 0                             | 0              |
| 3   | Defensa        | Ivis Davis               | 4  | 360             | 0     | 0           | 1                  | 0                             | 0              |
| 4   | Defensa        | Jesús Polo               | 4  | 352             | 0     | 0           | 0                  | 0                             | 0              |
| 5   | Centrocampista | Jairo Reyes              | 3  | 201             | 0     | 1           | 0                  | 0                             | 0              |
| 6   | Defensa        | Elkin Ruiz               | 4  | 360             | 1     | 0           | 1                  | 0                             | 0              |
| 7   | Centrocampista | Keny Arroyo              | 3  | 178             | 0     | 0           | 1                  | 0                             | 0              |
| 8   | Centrocampista | Geremy de Jesús          | 4  | 63              | 0     | 0           | 0                  | 0                             | 0              |
| 9   | Centrocampista | Erick Zambrano           | 2  | 26              | 0     | 0           | 0                  | 0                             | 0              |
| 10  | Delantero      | Michael Bermúdez         | 4  | 346             | 3     | 0           | 0                  | 0                             | 0              |
| 11  | Delantero      | Allen Obando             | 4  | 227             | 1     | 0           | 0                  | 0                             | 0              |
| 13  | Centrocampista | Rooney Troya             | 3  | 144             | 0     | 0           | 0                  | 0                             | 0              |
| 14  | Delantero      | Isaac Sánchez            | 4  | 126             | 0     | 0           | 1                  | 0                             | 0              |
| 15  | Centrocampista | Juan Sebastián Rodríguez | 4  | 360             | 0     | 0           | 0                  | 0                             | 0              |
| 16  | Delantero      | Yandri Vásquez           | 4  | 184             | 0     | 0           | 0                  | 0                             | 0              |
| 17  | Defensa        | Yorkaeff Caicedo         | 3  | 72              | 0     | 0           | 0                  | 0                             | 0              |
| 18  | Defensa        | Snaider Demera           | 0  | 0               | 0     | 0           | 0                  | 0                             | 0              |
| 19  | Centrocampista | Aníbal Gómez             | 0  | 0               | 0     | 0           | 0                  | 0                             | 0              |
| 21  | Delantero      | Santiago Sánchez         | 4  | 242             | 0     | 1           | 0                  | 0                             | 0              |

### Goleadores
| N.°   | Jugador          | Anotado | PJ | Prom. | Jugada | Cabeza | TL | Penal |
| ----- | ---------------- | ------- | -- | ----- | ------ | ------ | -- | ----- |
| 1     | Michael Bermúdez | 3       | 4  | 0.75  | 2      | 0      | 0  | 1     |
| 2     | Allen Obando     | 1       | 4  | 0.25  | 0      | 1      | 0  | 0     |
| 2     | Elkin Ruiz       | 1       | 4  | 0.25  | 0      | 1      | 0  | 0     |
| Total | Total            | 5       | 4  | 1.25  | 2      | 2      | 0  | 1     |

### Asistencias
| N.°   | Jugador          | Asistencia | Jugada | Cabeza | TL | SdE |
| ----- | ---------------- | ---------- | ------ | ------ | -- | --- |
| 1     | Jairo Reyes      | 1          | 0      | 0      | 0  | 1   |
| 1     | Santiago Sánchez | 1          | 1      | 0      | 0  | 0   |
| Total | Total            | 2          | 1      | 0      | 0  | 1   |